# Hans H. Weber
Hans H. Weber (* 1. Mai 1911 in Darmstadt; † 3. Oktober 1988 in Groß-Bieberau) war ein deutscher Regionalhistoriker.

## Leben
Er studierte in Marburg, Frankfurt am Main und Gießen Geschichte, Geografie, Philosophie und Germanistik. Er lehrte an der Odenwaldschule, am Pädagogium Berlin-Waldsieversdorf und an der Albert-Einstein-Schule in Groß-Bieberau. Er forschte zur Burgenkunde und der Territorial- und Siedlungsgeschichte des Odenwaldraums mit den Schwerpunkten um die Orte Breuberg, Lichtenberg und Lindenfels. Er erhielt die Ehrenbürgerschaften der ehemaligen Stadt Neustadt, heute Breuberg, und der ehemaligen Gemeinde Lichtenberg, heute Fischbachtal; Verdienstplaketten der Stadt Groß-Bieberau, des Odenwaldkreises und des Kreises Darmstadt-Dieburg sowie das Verdienstkreuz am Bande der Bundesrepublik Deutschland. Seit 1971 war er Mitglied in der Hessischen Historischen Kommission. Er wurde in Darmstadt begraben.

## Schriften (Auswahl)
- Burg Breuberg im Odenwald. Neustadt 1951, OCLC 311349709.
- Lichtenberg im Odenwald und seine Umgebung. Lichtenberg 1964, OCLC 73547774.
- Schloß Lichtenberg im Odenwald und seine Umgebung. Fischbachtal 1973, OCLC 721446010.
- Lindenfels, das Bild der Stadt in Vergangenheit und Gegenwart. Lindenfels 1975, OCLC 721463187.